# Lungretjärnen
Lungretjärnen är en sjö i Östersunds kommun i Jämtland och ingår i Indalsälvens huvudavrinningsområde. Sjön har en area på 0,0567 kvadratkilometer och ligger 306 meter över havet.

## Delavrinningsområde
Lungretjärnen ingår i det delavrinningsområde (701242-145527) som SMHI kallar för Inloppet i Storflärken. Medelhöjden är 329 meter över havet och ytan är 19,39 kvadratkilometer. Räknas de 5 avrinningsområdena uppströms in blir den ackumulerade arean 68,23 kvadratkilometer. Fjälån (Gällerån) som avvattnar avrinningsområdet har biflödesordning 2, vilket innebär att vattnet flödar genom totalt 2 vattendrag innan det når havet efter 197 kilometer. Avrinningsområdet består mestadels av skog (45 procent) och sankmarker (37 procent). Avrinningsområdet har 0,06 kvadratkilometer vattenytor vilket ger det en sjöprocent på 0,3 procent.